# Parque Natural das Lagoas de Cufada
O Parque Natural das Lagoas de Cufada é uma área protegida situada na região de Quinara, na área sul da Guiné-Bissau. 
Situa-se entre os dois grandes rios da região, o Rio Grande de Buba e o Rio Corubal, e representa a maior reserva de água doce da Guiné-Bissau. Por isso, está classificado como Sítio Ramsar - Zona húmida de importância mundial.

## População
Na zona do Parque, existem 36 tabancas onde vivem cerca de 3.500 pessoas pertencentes a diversas etnias, designadamente, Beafadas (77,4%), Balantas (8,7%), Fulas e Manjacos.

## Fauna
- Hipopótamo branco (Hipotraugus equino)
- Crocodilo preto (Osteolaemus tetraspis)
- Antílope (Kobus defessa)
- Cefalófos, grous, coroados, gansos pigmeus africanos, gansos Gâmbia, Calaus de crista amarela, búfalos (Syncerus caffer), gazelas, hienas e cerca de

Existem aqui 7 a 8 espécies de primatas, incluindo 137 indivíduos de chimpanzé (Pan troglodytes).